# Sepia prashadi
Sepia prashadi е вид главоного от семейство Sepiidae. Видът не е застрашен от изчезване.

## Разпространение и местообитание
Разпространен е в Бахрейн, Джибути, Египет (Синайски полуостров), Еритрея, Йемен (Северен Йемен, Сокотра и Южен Йемен), Индия (Гоа, Гуджарат, Дадра и Нагар Хавели, Даман и Диу, Карнатака, Керала, Махаращра, Ориса и Тамил Наду), Ирак, Иран, Катар, Кения, Коморски острови, Кувейт, Мавриций, Мадагаскар, Мозамбик, Обединени арабски емирства, Оман, Пакистан, Саудитска Арабия, Сомалия, Судан, Танзания и Шри Ланка.
Обитава крайбрежията на морета и заливи. Среща се на дълбочина от 78 до 180 m.